# Niedernsill
Niedernsill är en kommun i distriktet Zell am See i förbundslandet Salzburg i Österrike. Kommunen har 2 838 invånare (2024) och består av sju orter (Ortschaften) (inom parentes invånarantal 1 januari 2024):

- Aisdorf (46)
- Ematen (111)
- Gaisbichl (202)
- Jesdorf (510)
- Lengdorf (452)
- Niedernsill (918)
- Steindorf (599)